# Liste der Abgeordneten zum Salzburger Landtag (2. Gesetzgebungsperiode)
Diese Liste der Abgeordneten zum Salzburger Landtag (2. Gesetzgebungsperiode) listet alle Abgeordneten zum Salzburger Landtag in der 2. Gesetzgebungsperiode bzw. 6. Wahlperiode auf. Die Gesetzgebungsperiode dauerte von der Konstituierung des Landtags am 1. Dezember 1949 bis zum 10. Dezember 1954. Die Konstituierung des nachfolgenden Landtags der 3. Gesetzgebungsperiode erfolgte am 11. Dezember 1954.
Nach der Landtagswahl 1949 entfielen 12 von 26 Mandate auf die Österreichische Volkspartei (ÖVP), die damit gegenüber 1945 drei Mandate verlor. Die Sozialistische Partei Österreichs (SPÖ) erzielte mit neun Mandaten ein Mandat weniger als zuvor. Erstmals im Landtag war die Wahlpartei der Unabhängigen mit fünf Mandaten, der Kommunistischen Partei Österreichs (KPÖ) war der Wiedereinzug in den Landtag hingegen nicht geglückt.
Nach der Angelobung der Landtagsabgeordneten erfolgte in der konstituierenden Sitzung am 1. Dezember 1949 die Wahl der Landesregierung Klaus I, die damit der Landesregierung Rehrl nachfolgte.

## Funktionen

### Landtagspräsidenten
Das Amt des Landtagspräsidenten übernahm in der 2. Gesetzgebungsperiode der seit 1945 amtierende Politiker Franz Hell (ÖVP). Auch die Funktion des Ersten Landtagspräsidenten-Stellvertreters  blieb mit Franz Illig (SPÖ) unverändert. Im Amt des Zweiten Landtagspräsidenten-Stellvertreter löste hingegen Karl Wimmer (ÖVP) den bisherigen Amtsinhaber Josef Ausweger (ÖVP) ab. Die Wahl der drei Funktionen erfolgte am Tag der Konstituierung des Landtags, dem 1. Dezember 1949. Nachdem Karl Wimmer am 20. März 1952 aus dem Landtag ausgeschieden war, wurde Andreas Viehauser am 28. Mai 1952 in das Amt des Zweiten Landtagspräsidenten-Stellvertreters gewählt.

### Landtagsabgeordnete
| Name                    | Fraktion | Anmerkung                                                               |
| ----------------------- | -------- | ----------------------------------------------------------------------- |
| Brunauer Johann         | SPÖ      |                                                                         |
| Buchinger Franz         | WdU      | am 8. April 1954 verstorben                                             |
| Eder Bruno              | SPÖ      |                                                                         |
| Eisl Josef              | ÖVP      |                                                                         |
| Emhart Maria            | SPÖ      | bis 7. April 1953                                                       |
| Freundlinger Franz      | ÖVP      |                                                                         |
| Freyborn Hans Friedrich | WdU      |                                                                         |
| Glaser Karl             | ÖVP      |                                                                         |
| Groll Florian           | WdU      | bis 2. Jänner 1950, am 26. Mai 1954 erneut für Franz Buchinger angelobt |
| Gruber Katharina        | SPÖ      | am 10. April 1953 für Maria Emhart angelobt                             |
| Hallinger Ernst         | SPÖ      |                                                                         |
| Haslinger Michael       | ÖVP      | am 28. Mai 1952 für Karl Wimmer angelobt                                |
| Hell Franz              | ÖVP      |                                                                         |
| Illig Franz             | SPÖ      |                                                                         |
| Kimml Anton             | SPÖ      |                                                                         |
| Krüttner Manfred        | WdU      | am 23. Jänner 1950 für Florian Groll angelobt                           |
| Mayr Karl               | WdU      | bis 1953                                                                |
| Mueller Adalbert        | ÖVP      |                                                                         |
| Neumayr Anton           | SPÖ      | am 18. Juni 1954 verstorben                                             |
| Pexa Hans               | SPÖ      |                                                                         |
| Peyerl Franz            | SPÖ      |                                                                         |
| Prodinger Johann        | ÖVP      |                                                                         |
| Rehrl Josef             | ÖVP      |                                                                         |
| Röck Peter              | ÖVP      |                                                                         |
| Rotter Hubert           | WdU      | am 10. April 1953 für Karl Mayr angelobt                                |
| Ruhdorfer Alois         | WdU      |                                                                         |
| Saller Martin           | ÖVP      |                                                                         |
| Schnöll Georg           | ÖVP      |                                                                         |
| Viehauser Andreas       | ÖVP      |                                                                         |
| Weisskind Josef         | SPÖ      | am 21. Juli 1954 für Anton Neumayr angelobt                             |
| Wimmer Karl             | ÖVP      | bis 20. März 1952                                                       |